# Atelierfrankfurt

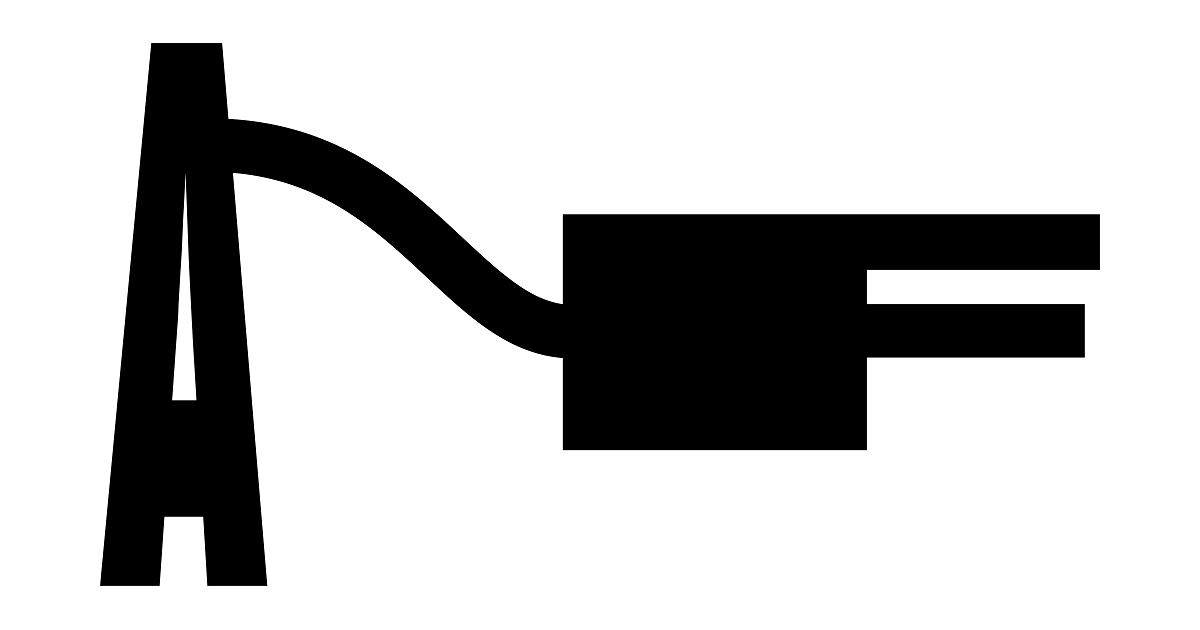

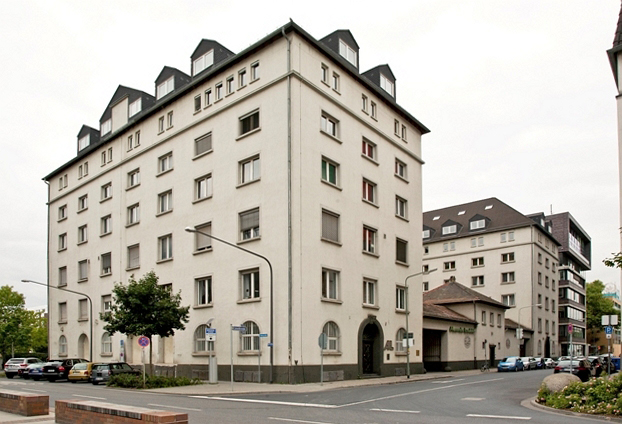
Atelierfrankfurt

Atelierfrankfurt e. V. (AF) ist ein 2004 gegründeter gemeinnütziger Verein in Frankfurt am Main, der 2014 das gleichnamige Kunstzentrum im Frankfurter Ostend ins Leben rief. In dem 1912 errichteten, 2013 und 2014 umgebauten ehemaligen Lagerhaus stellt der Verein rund 140 Ateliers zur Verfügung, die an Künstler und Kreative vermietet werden.
Atelierfrankfurt gilt als das größte Kunstzentrum in Hessen. Der Verein bietet mit einer Projektfläche von rund 1.000 m² Platz für diverse Ausstellungen zeitgenössischer Künstler, Symposien, Vorträge und andere Formen der kulturellen Kooperation.
Der Verein hat es sich zur Aufgabe gemacht, einen Dialog zwischen den Künstlern und den verschiedenen künstlerischen Disziplinen anzuregen, sowie zum kulturellen Stadtbild Frankfurts beizutragen. Dazu fördert es die interdisziplinäre Zusammenarbeit von Kunst, Musik, Architektur, Design und Theater, im nationalen und internationalen Austausch.

## Das Atelierhaus
Die sechs Etagen des Kunstzentrums beherbergen 140 Ateliers für nationale und internationale Künstler und Kreative sowie weitere Projektflächen für Vereine. Zu aktuellen und ehemaligen Künstlermietern gehören u. a. Tomás Saraceno, Michael Krebber und Stephan Melzl.
Die Künstler des Hauses teilen sich das Gebäude mit u. a. Designern, Musikern, Architekten, Filmemachern, Schauspielschulen und Kuratoren. Dazu gehören, die Hochschule für Musik und Darstellende Kunst Frankfurt am Main, das Büro des japanischen Filmfestivals Nippon Connection, sowie die Galerie Anita Beckers.
In der Kantine und in der Bar im Kutscherhäuschen kommen Menschen aus der Nachbarschaft mit den Künstlern und Kreativen aus dem Haus zusammen.
Einmal im Jahr ist es Besuchern möglich, hinter die Türen der Künstler zu schauen. Während der Open Studios im November öffnen die Nutzer des Hauses ein Wochenende lang ihre Ateliers und zeigen den Frankfurtern das Ergebnis eines ganzen Jahres.
Im Rahmen der Initiative 'ostport, Kunst und Politik am Osthafen' kooperiert Atelierfrankfurt mit anderen Kulturakteuren in der Nachbarschaft, um gemeinsam das kulturelle Leben im Osthafenviertel zu werben.

### Ausstellungen ab 2007 (Auswahl)
- 2007: „Films on Parade – Filme im Vorbeimarsch“, u. a. mit Craig Baldwin, Sam Green, Martha Rosler, Klara Lidén und Sergio de la Torre[14]
- 2007: „Ortswechsel – Medienkünstler aus Leipzig zu Gast im Atelier Frankfurt“ u. a. mit Johanna Diehl, Jörg Herold, Evelyn Richter, Cornelia Renz und Albrecht Tübke[15]
- 2008: „Jahrgang Rausch“ u. a. mit Thomas Zipp, Kirsten Pieroth, Bettina Sellmann, Thilo Heinzmann, Thomas Draschan[16]
- 2008: „Artists in Residence“ Jahresausstellung mit Marijana Vukic und Ilgin Seyman[17]
- 2009: „ARGOS“ Centre for Art and Media Brussels zu Gast im Atelierfrankfurt mit Charley Case, Adam Leech, Antonin De Bemels[18]
- 2009: „Displace“ mit Johanna Diehl[19]
- 2009: „Artists in Residence“ Jahresausstellung u. a. mit Byoungho Kim, Esther Venrooy, Mikko Kuorinki (kuratiert von Peter Weiermair)[20]
- 2010: „recorded painting“ u. a. mit Saskia Buwert, Anja Ganster, Alexander Klenz (organisiert vom Salzburger Off-Space „periscope – Initiative für Kunst- und Zeitgenossen“)[21]
- 2010: „Isn’t everything after all a part of our inner life with the external left outside our consciousness“ – Bildende Künstlerinnen aus Helsinki u. a. mit Tellervo Kalleinen, Anni Leppäla, Sandra Mann, Minna Suoniemi, JOKAklubi[22]
- 2010: „Artists in Residence“ 20 Jahre Jubiläumsausstellung (kuratiert von Peter Weiermair)[23]
- 2011: „Schwarzer September“ mit Florian Heinke im CityWatchOffice (kuratiert von Sandip Shah)[24]
- 2011: Tomás Saraceno
- 2011: „Artists in Residence“ Jahresausstellung mit Joerg Auzinger, Akos Czigany, Erik Mátrai, Katrin Huber, Oskar Hogal, Wouter van der Hallen, Magnus Logi Kristinsson, Laehyung Lee, Nives Sertic, Sonia Shiel (kuratiert von Peter Weiermair)[25]
- 2012: Martin Honerts Dresdner Meisterklasse zu Gast im Atelierfrankfurt[26]
- 2012: „I don’t like white“ mit Boris von Brauchitsch (kuratiert von Rafael von Uslar)
- 2012: „Verführung und Ekstase“ mit Anke Röhrscheid, Elly Strik (kuratiert von Jean-Christophe Ammann)
- 2012: „Robo Cats“ mit Paul Wiersbinski[27]
- 2013: „nonliteral“ im Rahmen der B3 Biennale des bewegten Bildes mit Rebecca Allen, Inbar Ben Ishay, Candice Breitz, Stefan Constantinescu, Kota Ezawa, Cao Guimarães, Bjørn Melhus, Richard Mosse, Yves Netzhammer, Julia Charlotte Richter, Jack + Leigh Ruby, Julika Rudelius, Katrin Ströbel[28]
- 2015: „iKB – Khaled Barakeh“ mit Khaled Barakeh erste Position der Ausstellungsreihe „Vorspiel“ im Atelierfrankfurt[29]
- 2015: „Hang up for Christmas“ (kuratiert von Jörg Simon und Sandip Shah)
- 2016: „Orpheus & Else oder die Überfülle des Lebendigen“ mit Sabine Kuehnle. Vierte Position der Ausstellungsreihe „Vorspiel“.[30][31]
- 2016: „ADA“ mit Anke Mila Menck. Teil der Ausstellungsreihe „Vorspiel“[32]
- 2016: „#5“ mit Anton Corbijn[33]
- 2016: „SZENARIO – Köln, Paris, Frankfurt“ mit Judith Glasnz, Julia Roppel und Ernst Stark
- 2017: Monooper in zwei Akten: „Das Tagebuch der Anne Frank“ in Kooperation mit dem Jüdischen Museum und IEMA[34]
- Juni 2018: „Tiny Traces“ mit Nina Tobien[35]
- Oktober 2018: Description und The future is ours – Ausstellungen anlässlich des Georgischen Gastlandauftritts auf der Frankfurter Buchmesse[36]
- 2018: BASSANI
- November 2018: I’M A BELIEVER – 20 Jahre Galerie Anita Becker“[37]
- März 2022: Lachstaxi – Isabel Friedrich
- März 2022: Kunst-Benfizauktion für die Ukraine in Kooperation mit CHRISTIE’s & medico international unter der Schirmherrschaft von Kultur- und Wissenschaftsdezernentin Ina Hartwig
- April 2022: Rose Tinted Black – Urban Hüter
- Mai 2022: Nature Reconstruction – Matthias Rudolph
- Juni 2022: how to get the paint to tango – Gabriele Basch, Artjom Chepovetskyy, Sibylle Czichon, Laurence Grave, Lea Schäfer, Elisabeth Sonneck, Sabine Tress
- Juni 2022: Instant Karma – Klaus Wedding
- Juli 2022: OPEN AteliAIR – Wochenende der offenen Ateliers
- September 2022: ECHO – Elke Karnik, Sabine Kuehnle, Rikke Lundgreen
- September 2022: Big Sleep – Miran Yang
- November 2022: Multimedia-Installation Schauprozess/Prozessschau – Frankfurter Hauptschule
- November 2022: Remember, remember, this is now, and now, and now – Irene Hardjanegara
- November 2022: MASTERING the ELEMENTS – Jana Hartmann
- November 2022: OPEN STUDIOs – Wochenende der offenen Ateliers
- Dezember 2022: ARTVENT – Fuego Fatal
- Januar 2023: An und Abwesenheit – Natalie Goller, Gözde Ju, Donghee Nam, Alejandra Vargas
- Februar 2023: PERSPEKTIVWECHES #1 Ewiges Leben? Wollen wir das Altern abschaffen? – Auftakt der interdisziplinären Dialogplattform – Jana Hartmann, Manuela Mackert, Ralf Dahm, Gabriel Belinga Belinga
- März 2023: KULTURINDUSTRIEKULTUR – Eine Ausstellungsreihe kuratiert von der Frankfurter Hauptschule
- März 2023: wabe[]Ost – Digital Media Installation
- April 2023: Archiv eines Sommers – Jan Schmidt
- Mai 2023: PERSPEKTIVWECHSEL #2 Wie zufällig ist der Zufall? – Gesprächsabend der interdisziplinären Dialogplattform – Jan Schmidt, Christian Hesse, Roland Potthast, Gabriel Belinga Belinga
- August 2023: MADE BY US M Radioaktive Strahlung in Deutschland und Japan – Saori Kaneko & Richard Welz
- August 2023: Sommerfest und Benefizausstellung „Totes Schätzchen – Alte Arbeit, Halber Preis“
- September 2023: PERSPEKTIVWECHSEL #3 Radioaktivität – Fluch oder Segen? – Dritter Gesprächsabend der interdisziplinären Dialogplattform – Saori Kaneko, Richard Welz, Christian Graeff – Clemens Walther – Dennis Schulz
- November 2023: AWAY – Kooperation mit Mañana Bold, Consuelo Arévalo, Anastasia Bogomolova, Maxi Lorenz
- November 2023: Open Studios – Wochenende der offenen Ateliers
- November 2023: PERSPEKTIVWECHSEL #4 Grenzen ziehen, verschieben oder überschreiten? – Vierter Gesprächsabend der interdisziplinären Dialogplattform – Eva Weingärtner, Frauke A. Kurbacher, Frauke A. Kurbacher, Gabriel Belinga Belinga

## Geschichte
Aus der privaten Initiative für bezahlbare Atelierräume für Künstler in Frankfurt gründete sich 2004 das Atelier- und Ausstellungshaus ATELIERFRANKFURT. Das Haus etablierte sich schnell als Ort der Produktion, Präsentation und Vernetzung für die junge Frankfurter Kunstszene. Institutionen wie das Lichter Filmfest Frankfurt International, die Musikreihe acousmain, freitagsküche, the thing, salon noir waren Teil des AF.
Von 2004 bis 2013 war das AF Zwischenmieter des früheren Hauptverwaltungsgebäudes der Andreae-Noris Zahn AG, das früher Teil des Polizeipräsidiums war. Dort stellte der Offspace auf 3.500 Quadratmetern 45 Atelierräume für Künstler und Kreative zur Verfügung, inszenierte zahlreiche Einzel- und Gruppenausstellungen und war ein beliebter Ort für Lesungen und Diskussionen. Es wurde 2014 abgerissen.
Seit 2014 bespielt das Atelier- und Ausstellungshaus 11.000 Quadratmeter im aufstrebenden Frankfurter Ostend, wo es nun das größte Künstlerhaus in der Rhein-Main-Region darstellt. Das Lagerhaus im Osthafen wurde als Firmensitz der Lebensmittel-Einzelhandelskette Jakob Latscha 1912 errichtet und später von der Firma Alexander Loulakis Getränkevertrieb GmbH & Co KG erworben und genutzt.
Am 11. September 2014 richtete der Verein eine Benefiz-Auktion aus. Für die Benefiz-Auktion konnte der Verein das Auktionshaus Christie’s als Partner gewinnen. Arno Verkade, Managing Director, führte als Auktionator durch den Abend und versteigerte etwa 35 Kunstwerke von Künstlern aus aller Welt. Die Einnahmen kamen dem Umbau des neuen Gebäudes zugute.
Nach aufwendigen Umbauarbeiten eröffnete der Verein im November 2014 den neuen Standort.
Von 2016 bis 2024 beherbergte das Atelierhaus die „Kantine“. Diese diente als Treffpunkt für Künstler, Kreative und Nachbarn aus der Umgebung. Die Außenwände der Organic Coffee Lounge sind mit Wandmalereien der ansässigen Künstler Jörg Eibelshäuser, Corinna Mayer, Samuel Adam Woodhall und Guido Zimmermann geschmückt. Finanziert wurde das Projekt durch ein vom Verein ausgeführtes Charity-Dinner.
Im November 2017 wurden die eigentliche Ausstellung und Veranstaltungsräume, die mehr als 200 m² Fläche umfassen, eröffnet. Dabei bietet das Atelierfrankfurt nicht nur einen geeigneten Ort für jegliche Veranstaltungen, sondern auch die Möglichkeit, Ausstellungen von Künstlern des Hauses oder eigens kuratierte Ausstellungen von nationalen oder internationalen Künstlern zu sehen.
Seit Juni 2025 hat die Frankfurter Neue Küche einen Standort im Atelierfrankfurt. Neben Kooperationsveranstaltungen und Raum für Begegnungen findet im Innenhof täglich ein Lunch Club aus dem silbernen Airstream statt.

## Verein und Organisationsstruktur
Der gemeinnützige Verein wird durch Spenden von Privatpersonen, Unternehmen und Stiftungen sowie vom Kulturamt der Stadt Frankfurt am Main finanziell unterstützt. Der geschäftsführende, ehrenamtliche Vorstand des Vereins besteht aus Jörg Mugrauer, Jochen Czelecz und Daniel Missethon. Darüber hinaus steht dem Verein ein Beirat, der von Petra Roth, der ehemaligen Oberbürgermeisterin der Stadt Frankfurt am Main geleitet wird, beratend zur Seite. Beiratsmitglieder sind des Weiteren Athanasios Georginas, Markus Gräßler, Michael Loulakis, Carolina Romahn, Felix Semmelroth und Ulrich Wolff. Der 2015 verstorbene Kurator Jean-Christophe Ammann war seit Gründung des Vereins ein wichtiges Mitglied des Beirats und hat dessen Arbeit stark geprägt. Geführt wird das Haus von einem dreiköpfigen Team welches „Ideen, Projekte und Verwaltungsangelegenheiten bündelt, kommuniziert und realisiert.“ Das Team setzt sich zusammen aus Corinna Bimboese (Direktorin), Tetiana Antoshchyshyna (Administration und Künstlerbetreuung) und Jérôme North (Veranstaltungen).